# Magamba
Magamba är ett periodiskt vattendrag i Burundi.   Det ligger i provinsen Gitega, i den centrala delen av landet, 80 kilometer sydost om huvudstaden Bujumbura.
I omgivningarna runt Magamba växer huvudsakligen savannskog. Runt Magamba är det ganska tätbefolkat, med 230 invånare per kvadratkilometer.